# Vallespir Mitjà
El Vallespir Mitjà és una subcomarca natural de la comarca nord-catalana del Vallespir. Correspon a la part central de la comarca. Hi ha una varietat d'opinions respecte de les subcomarques de l'Alt Vallespir. Alguns divideixen la comarca en dos, el Baix Vallespir i l'Alt. El GREC, però, divideix la comarca en tres sectors orogràfics, amb la inclusió del Vallespir Mitjà, que descriu com les valls del riu Tec riu amunt de Palaldà, (la fita rau aproximadament entre el Canigó al nord i el Roc de Fraussa al sud), al voltant dels Banys d'Arles i Palaldà i d'Arles, i fins a les comunes de Cortsaví i Sant Llorenç de Cerdans, que inclou a l'Alt Vallespir. És aproximadament equivalent al cantó d'Arles.
De tota manera, el Vallespir Mitjà es conforma d'una sèrie de valls pirinenques més la vall principal de la Tec, i és quasi tot muntanyenc.